# Samudragupta

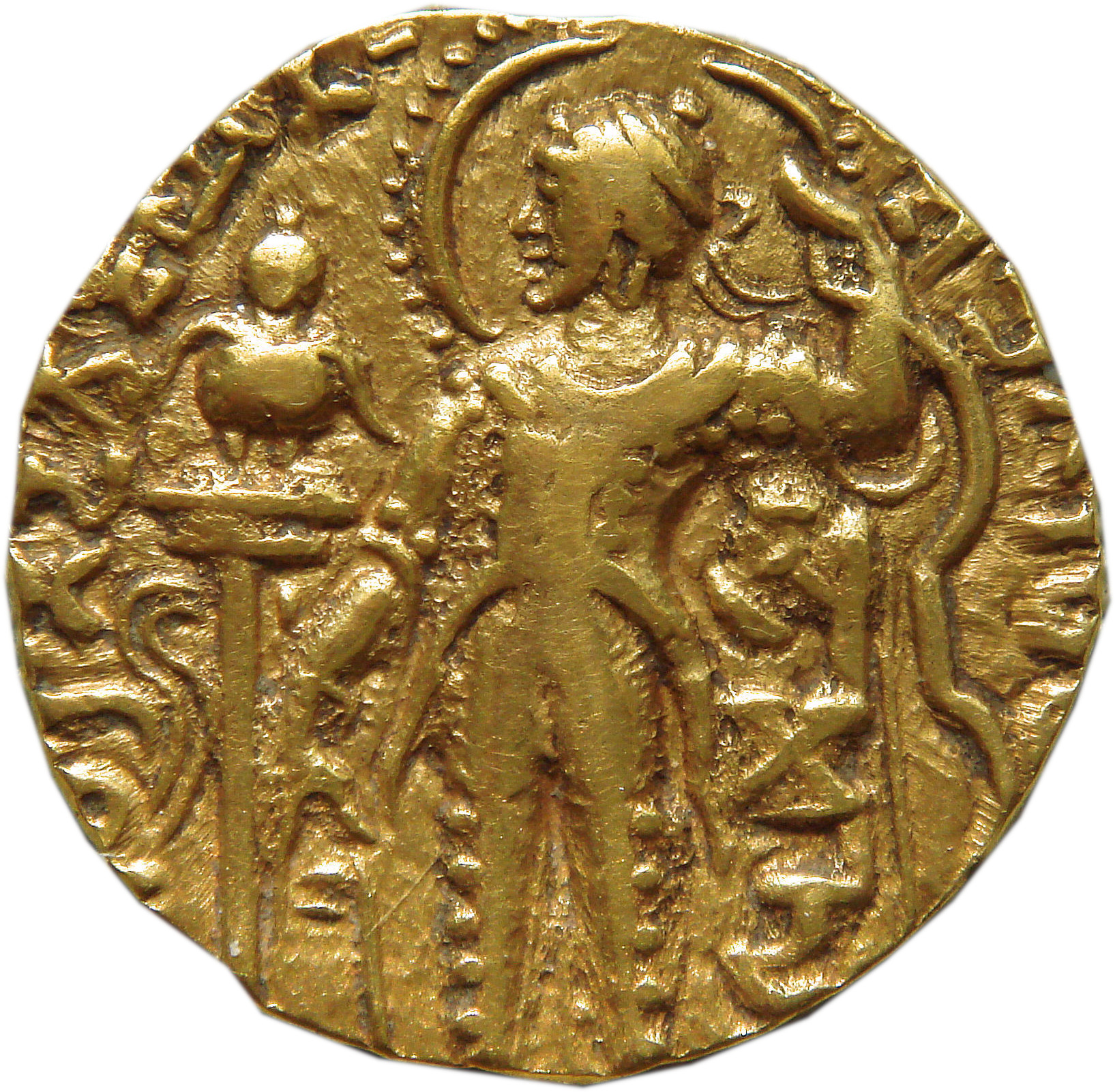
Samudragupta mit Garuda-Säule – Goldmünze vom Typ „Bogenschütze“

Samudragupta (reg. 335–375/80), der die Titel Maharajadhiraja („König der Könige“) und Chakravartin (wörtlich: „Radandreher“, sinngemäß: „Universalherrscher“) trug, war der zweite große Herrscher der nordindischen Gupta-Dynastie. Die damalige Hauptstadt des Gupta-Reiches war Pataliputra nahe bei der heutigen Stadt Patna im indischen Bundesstaat Bihar; eine andere wichtige Stadt war Prayaga, das heutige Prayagraj im indischen Bundesstaat Uttar Pradesh.

## Familie
Samudragupta war der Sohn von Chandragupta I. (reg. ca. 320–335) und der Licchavi-Prinzessin Kumaradevi. Er war der Vater von Chandragupta II. (reg. ca. 375/80–413/5) und der Großvater von Kumaragupta I. (reg. ca. 415–455).

## Religion
Samudragupta scheint sich – nach jahrhundertelanger intellektueller Vorherrschaft des Buddhismus – wie schon sein Vater dem Hinduismus zugewandt zu haben. Die Münzbilder zeigen ihn als ergebenen Verehrer des Hindu-Gottes Vishnu, der jedoch selbst nicht abgebildet wird, sondern durch den Sonnenadler Garuda repräsentiert wird, der meist auf der Spitze einer hohen Säule thront. Außerdem wiederbelebte er das bereits in den Veden erwähnte Pferdeopfer-Ritual (ashvamedha). Von Tempelstiftungen Samudraguptas (siehe Gupta-Tempel) oder anderweitiger Betätigung als Bauherr von religiösen oder weltlichen Bauten ist jedoch nichts bekannt.
Bei alledem wurde der Buddhismus – soweit man weiß – in keiner Weise diskriminiert, sondern ebenfalls mit Stiftungen bedacht; die tradierten religiösen Rechte und Freiheiten wurden nicht angetastet. Ein chinesischer Bericht erwähnt, dass er Meghavanna, dem König von Sri Lanka, die Erlaubnis erteilte, in Bodhgaya ein buddhistisches Kloster zu bauen.

## Geschichte
Obwohl Samudragupta wahrscheinlich ältere Brüder hatte, erwählte sein Vater Chandragupta I. ihn als seinen Nachfolger; möglicherweise musste er sich mit Palastrevolten auseinandersetzen, aus denen er jedoch siegreich hervorging. Während seiner langen Herrschaft von gut 40 Jahren vergrößerte er das Reich seines Vaters um das Vielfache, wobei er eine Politik der totalen Unterwerfung seiner Gegner ablehnte; er bevorzugte vielmehr ein System weitgehend eigenständiger aber tributpflichtiger Vasallenstaaten. Bereits in seiner Jugend eroberte er das in unmittelbarer Nachbarschaft gelegene Königreich Panchala. Später dann wandte er sich nach Süden und kam wahrscheinlich bis nach Kanchipuram. Danach folgten mehrere Feldzüge im Nordwesten Indiens u. a. gegen die Saken und gegen das Kuschana-Reich.

## Bedeutung
Samudragupta galt als unbesiegbar und tatsächlich ist keine einzige militärische Niederlage bekannt; für viele ist er der „indische Napoleon“. Mit seinen Feldzügen und mit einem entwickelten Münzwesen schuf er einen riesigen Wirtschaftsraum; aber auch mit seinem Hang zur Musik und Poesie legte er den Grundstein für das „Goldene Zeitalter“ Indiens unter seinen beiden Nachfolgern.